# Miguel Herrera
Miguel Ernesto Herrera Aguirre (Cuautepec de Hinojosa, Hidalgo, 18 de marzo de 1968), más conocido como "El Piojo" Herrera es un entrenador y exfutbolista mexicano. Actualmente dirige a la selección de Costa Rica.

## Como jugador
Su carrera profesional  comienza en la Segunda División de México en 1985 jugando para el equipo de Coyotes Neza donde estuvo hasta 1986, consiguiendo el campeonato en ese mismo año y siendo delantero por aquel entonces. Para esas fechas logra ser parte de la selección juvenil de 1985 a 1987. Algunos de los torneos importantes que disputa como seleccionado juvenil son el Torneo Esperanzas de Toulon, así como giras por Centroamérica y Francia, además de participar en el premundial de 1987.
Debutó como jugador de Primera División el 22 de mayo de 1988 en el encuentro entre los Tecos de la UAG y el Atlas. Además de la UAG, jugó en los equipos de Santos, Atlante, Querétaro y Toros Neza.

### Participaciones en Copa América
| Copa              | Sede    | Resultado  |
| ----------------- | ------- | ---------- |
| Copa América 1993 | Ecuador | Subcampeón |

## Entrenador

### Trayectoria en clubes

#### Atlante
Como director técnico debutó el domingo 17 de febrero de 2002 en el partido León 2-1 Atlante, correspondiente a la Jornada 7 del Torneo Verano 2002 tras la salida de Carlos Reinoso. Tuvo temporadas destacadas al mando de los potros de hierro, lo cual llamó la atención de varios clubes con mayor poder adquisitivo para llevarlo a sus filas.
2a etapa
En el Torneo Clausura 2011, vuelve al Atlante, su permanencia en los azulgranas en esta nueva etapa es de 2 torneos cortos.

#### Monterrey
En 2004 es contratado por los Rayados del Monterrey. En el equipo regio tiene buenos resultados y consigue llegar a 2 finales del torneo de liga Apertura 2004 y Apertura 2005. Sin embargo, se quedó en la orilla en ambas ocasiones.

#### América
Su mayor éxito se dio dirigiendo al América en donde logró llegar a dos semifinales y dos finales, ganando su primer título como entrenador en el Torneo Clausura 2013 venciendo al Cruz Azul en tanda de penales, después de mantener un global de 2-2 en tiempo regular y tiempos extras.
El siguiente torneo tuvo buen desempeño como campeón defensor, al concluir como líder general de la competencia y volvió a llegar a la final del Apertura 2013, cayendo ante el León con global de 1-5 a favor de los esmeraldas.

#### Tijuana
El 2 de noviembre de 2015 se anuncia su contratación para dirigir al Tijuana a partir de enero en el Torneo Clausura 2016.
Lleva a su equipo a ser líder general en el Torneo Apertura 2016 con 33 unidades. Le sucede lo mismo en el Torneo Clausura 2017, esta vez con 30 puntos. A pesar de que nunca llegó a una final con este equipo, se vio uno de los equipos más competitivos de ese torneo.

#### América Segunda Etapa
El 26 de mayo de 2017 Santiago Baños, Presidente Deportivo del América, anuncia que Miguel Herrera regresa a las Águilas para ser su director técnico nuevamente.
Tras tener un par de torneos destacados, llega a la final del Apertura 2018 derrotando a Cruz Azul por un marcador global de 2-0, coronándose así como campeón por segunda vez en su carrera como entrenador.
El 10 de abril de 2019 se corona campeón de Copa MX venciendo por la mínima diferencia, 1 a 0, al equipo de Juárez. El 14 de julio de 2019 gana el trofeo Campeón de Campeones de la Liga MX derrotando a Tigres en tanda de penalties. El 21 de diciembre de 2020 fue destituido de su cargo como entrenador del Club América.

#### Tigres UANL
El 20 de mayo de 2021, por medio de entrevista en la página oficial de Instagram de los Tigres de la UANL, el portero del equipo Nahuel Guzmán, presentó a Miguel como el nuevo entrenador de la escuadra felina universitaria de Nuevo León, en sustitución de Ricardo Ferretti.
El 9 de noviembre de 2022, el club Tigres anunció la salida de Herrera de la institución. El entrenador manifestó en una entrevista su sorpresa: "Si tú comparas el año y medio del proceso con Tigres con todos los equipos, solamente hay dos que mantuvieron al mismo técnico y soy el único que tiene 60 por ciento de partidos ganados. El futbol es así"

#### Tijuana Segunda Etapa
El 10 de febrero del 2023 se anuncia su contratación para dirigir al Club Tijuana por segunda ocasión, el 30 de abril de 2024 por mutuo acuerdo con la directiva abandona su cargo, con 14 puntos y fuera de la liguilla.

### Trayectoria en selecciones

#### Selección de México
Luego de llegar a dos finales consecutivas, fue nombrado «director técnico interino» de la selección mexicana en sustitución de Víctor Manuel Vucetich para los dos partidos de repesca mundialista contra la selección de Nueva Zelanda, ganando con un global de 9-3. Después de perder la final del Torneo Apertura 2013 contra el Club León, fue nombrado oficialmente entrenador de la selección mexicana. Culminó su etapa el 27 de julio de 2015, con un récord de 19 triunfos, 11 empates y 7 derrotas.
Participaciones en fases finales
| Torneo                 | Sede           | Resultado        |
| ---------------------- | -------------- | ---------------- |
| Copa Mundial FIFA 2014 | Brasil         | Octavos de final |
| Copa América 2015      | Chile          | Primera fase     |
| Copa Oro CONCACAF 2015 | Estados Unidos | Campeón          |

#### Selección de Costa Rica
El 7 de enero de 2025, fue oficializado como entrenador de la selección de Costa Rica.
Debutó con la selección tica el 22 de enero de 2025 en un amistoso ante Estados Unidos, donde quedaria 3-0 a favor de los estadounidenses. 

## Controversias
Durante su permanencia como director técnico de la Selección de fútbol de México, Herrera se involucró en una serie de controversias. La última de ellas derivaría en su despido de dicho cargo.
Publicaciones aludiendo al Partido Verde Ecologista de México
El 7 de junio durante las Elecciones federales de México de 2015, Herrera y otro grupo de actores y actrices publicaron en sus cuentas de Twitter alusiones al Partido Verde Ecologista de México, por lo cual fue criticado por el Instituto Nacional Electoral, al poner en riesgo la equidad de la contienda. El Piojo declaró que no le pagaron por la publicación y se defendió argumentando una decisión personal.
Agresión a comentarista
El 21 de junio de 2015 el comentarista deportivo Christian Martinoli hizo una fuerte crítica al desempeño de Miguel Herrera, luego de la derrota de la selección mexicana en la Copa América 2015. Martinoli declaró que "México lo que necesita es un entrenador y no un porrista, un entrenador y no un marquetinero (sic)". En la conferencia de prensa posterior al partido en que México perdió 2 a 1 frente a Ecuador, el entonces entrenador arremetió contra Martinoli, declarando a los medios de comunicación que "hay solo un pendejo que me ataca y ya sabrán ustedes quién es, me lo encontraré y discutiré con él. Ustedes no me molestan". La polémica continuó por Twitter, cuando el comentarista le contestó:

La elegancia del entrenador nacional me encanta. No es porrista, es barrabrava.
Christian Martinoli

Miguel Herrera contestó la publicación de la siguiente manera:

no soy eso pero ojalá en algún lugar te pueda encontrar. Para arreglar las diferencias (...) y es discutir las diferías porque ya vi que. Piensan en los golpes pero ya llegara el momento de hablarlo
Miguel Herrera

Martinoli insistió en que Herrera le amenazó con golpearle cuando le encontrara. El 27 de julio, luego de la victoria de la selección mexicana en la Copa Oro de la Concacaf 2015, Herrera se encontró con Martinoli en la fila para abordar un avión en el Aeropuerto Internacional de Filadelfia. Ahí Herrera lo golpeó en el cuello, en tanto su hija Mishelle Herrera abofeteó al exfutbolista y también comentarista Luis García, quien acompañaba a Martinoli.
Al día siguiente, 28 de julio, Decio de María Serrano, presidente de la Federación Mexicana de Fútbol Asociación anunció el despido de Herrera como director técnico de la selección mexicana.

## Estilo
Miguel forma parte del llamado "Lavolpismo", una corriente que consiste en un grupo de entrenadores influenciados por Ricardo La Volpe, quien fuera su entrenador en su mejor etapa como jugador activo en el Atlante. Dicho estilo, tiene como principal formación el 5–3–2, con tres hombres en el fondo, dos laterales volantes, también llamados "carrileros", tres volantes y dos hombres en el ataque. Durante su etapa como entrenador del Tijuana, Herrera modificó a línea de cuatro defensores, usando las formaciones 4–5–1 y 4–4–2, además de mejorar considerablemente su trabajo defensivo. Su estilo ha sido criticado en ocasiones por especialistas que sostienen que prioriza el juego ofensivo y vertical, descuidando la parte defensiva, además de perder ventajas importantes, como las dos derrotas en finales de Liga con el Monterrey. Además, Miguel ha sido señalado por los medios y afición por su falta de autocrítica, ya que ha culpado en numerosas ocasiones a los árbitros tras sus derrotas, lo que se evidenció en la eliminación de la Selección Mexicana en el Mundial de Brasil 2014 ante Holanda, y la controversia que desató por el penal sobre Arjen Robben.   

## Clubes y estadísticas

### Como jugador
| Club               | País   | Año       |
| ------------------ | ------ | --------- |
| Tecos UAG          | México | 1987-1988 |
| Club Santos Laguna | México | 1988-1989 |
| Atlante            | México | 1989-1990 |
| Querétaro FC       | México | 1990-1991 |
| Atlante            | México | 1991-1995 |
| Toros Neza         | México | 1995-1999 |
| Atlante            | México | 1999-2000 |

### Como entrenador
| Equipo                  | País       | De                      | A                        | Partidos | Partidos | Partidos | Partidos | Partidos      |
| Equipo                  | País       | De                      | A                        | PJ       | PG       | PE       | PP       | Rendimiento % |
| ----------------------- | ---------- | ----------------------- | ------------------------ | -------- | -------- | -------- | -------- | ------------- |
| Atlante                 | México     | 20 de febrero de 2002   | 30 de mayo de 2004       | 97       | 38       | 31       | 28       | 49.83%        |
| Monterrey               | México     | 2 de junio de 2004      | 26 de septiembre de 2007 | 127      | 51       | 32       | 44       | 48.56%        |
| Veracruz                | México     | 30 de enero de 2008     | 3 de mayo de 2008        | 15       | 4        | 5        | 6        | 37.78%        |
| Estudiantes Tecos       | México     | 2 de septiembre de 2008 | 6 de septiembre de 2010  | 80       | 25       | 21       | 34       | 40%           |
| Atlante                 | México     | 23 de noviembre de 2010 | 15 de noviembre de 2011  | 36       | 13       | 8        | 15       | 43.52%        |
| América                 | México     | 16 de noviembre de 2011 | 15 de diciembre de 2013  | 102      | 55       | 23       | 24       | 61.44%        |
| Selección México        | México     | 18 de octubre de 2013   | 28 de julio de 2015      | 36       | 19       | 10       | 7        | 62.04%        |
| Tijuana                 | México     | 2 de noviembre de 2015  | 21 de mayo de 2017       | 74       | 33       | 18       | 23       | 52.7%         |
| América                 | México     | 30 de mayo de 2017      | 21 de diciembre de 2020  | 175      | 87       | 43       | 45       | 57.9%         |
| Tigres UANL             | México     | 20 de mayo de 2021      | 9 de noviembre de 2022   | 63       | 32       | 13       | 18       | 57.67%        |
| Tijuana                 | México     | 10 de febrero de 2023   | 30 de abril de 2024      | 47       | 10       | 13       | 24       | 30.5%         |
| Selección de Costa Rica | Costa Rica | 7 de enero de 2025      | Presente                 | 9        | 6        | 2        | 1        | 74.08%        |
| Total                   | Total      | Total                   | Total                    | 861      | 373      | 219      | 269      | 51.8%         |

## Palmarés

### Como jugador

#### Títulos nacionales
| Título                     | Club    | País   | Año     |
| -------------------------- | ------- | ------ | ------- |
| Primera División de México | Atlante | México | 1992/93 |

### Como entrenador

#### Títulos nacionales
| Título               | Club    | País   | Año  |
| -------------------- | ------- | ------ | ---- |
| Liga MX              | América | México | 2013 |
| Liga MX              | América | México | 2018 |
| Copa MX              | América | México | 2019 |
| Campeón de Campeones | América | México | 2019 |

#### Títulos internacionales
| Título                  | Club               | Sede           | Año  |
| ----------------------- | ------------------ | -------------- | ---- |
| Copa Oro de la Concacaf | Selección Mexicana | Estados Unidos | 2015 |